# 莫绍揆
莫绍揆（1917年8月19日—2011年10月14日），生于广西桂平，卒于江苏南京。数理逻辑学家，中国数理逻辑教育和研究的开拓者之一，南京大学数学系教授。

## 生平
莫绍揆，字非斯，1917年8月13日生于广西省桂平县油麻乡大中村，三岁丧慈母。1930年入广州广雅中学，1935年考入中央大学数学系。1939年毕业于中央大学理学院数学系，随后在中央大学留校任助教两年，1941年转中山大学做数学系讲师，1944年两广沦陷时曾到玉林中学任英语讲师，1945年抗战胜利回中央大学做讲师。 1947年考取公费赴瑞士洛桑大学，第二年转入瑞士国立高等工业学校，后法国巴黎大学留学深造，研究数理逻辑，师从数理逻辑大师保羅·伯奈斯(Paul Bernays)，后者是二十世纪数学领袖大卫·希尔伯特学生、助理和亲密合作者。
中华人民共和国成立后，1950年回国，到南京大学任教，先后担任数学系副教授、教授、博士生导师，1958年在孙钟秀等协助下于创建中国第一个数理逻辑专业，任数理逻辑教研室主任。
作为中国数理逻辑教育和研究的开拓者之一，是中国第一批博士生导师，他在1965年出版的《数理逻辑导论》、1980年《数理逻辑初步》和1982年《数理逻辑教程》是中国最早的数理逻辑教材，既是他的讲义，也是自学青年的读本，既影响了从事数理逻辑的研究工作，也对计算机专业从事计算模型、计算理论和程序设计语言理论研究产生了很大影响。
业余，莫绍揆爱好桥牌和围棋，曾参加校系比赛。
莫绍揆，2011年10月14日1时40分逝世，享年94岁。遗体告别仪式于10月20日上午在南京石子岗殡仪馆举行。

## 学术

### 数理逻辑
莫绍揆在1965年出版的《数理逻辑导论》、1980年《数理逻辑初步》和1982年《数理逻辑教程》是中国最早的数理逻辑教材。1979年，中国逻辑学会成立，莫绍揆负责数理逻辑分支学科，并担任常务理事；常务理事还有金岳霖并任会长。
莫绍揆在1954年指出多值逻辑也不能无条件地使用概括原理，在1955年改进了大卫·希尔伯特和保羅·伯奈斯 (Paul Bernays)的命题演算公理系统。

### 理论计算机科学
莫绍揆在1987年出版了《递归函数论》，1987年与王元合著《可计算性理论》，还著有《算法论》，这几本书偏向理论计算机科学，即计算模型和计算理论。
曾与胡世华在递归论问题上有所交流和讨论。

## 奖项

### 莫绍揆奖学金
美国宾州斯特劳兹堡州立大学（East stroudsburs university of Pennsylvania）数学系教授史念东感恩莫绍揆师恩，在南京大学设立以莫绍揆命名的奖学金，每年捐资1000美元，奖励南京大学数学系博士研究生1-2名，每人奖励500美元，数理逻辑专业品学兼优的优先，2014年一位博士获奖。

## 著作和译作
- 民国36年《高中三角复习指导》，复习指导丛书社
- 1958年《数理逻辑基础》，科学出版社，13031·750；译自希尔伯特与阿克曼所著之Grundzüge der theoretischen Logik，1949
- 1958年《递归函数论》，科学出版社，13031·826；译自罗莎·培特（德语：Rózsa Péter）所著之Rekursive Funtionen，1951
- 1965年《数理逻辑导论》，上海科学技术出版社，13119·589
- 1965年《递归函数论》，上海科学技术出版社，13119·674
- 1979年《形式语言及其与自动机的关系》，科学出版社，15031·231；系多人合译；译自霍普克洛夫特与厄尔曼（英语：Jeffrey Ullman）所著之Introduction to Automata Theory, Languages, and Computation（英语：Introduction to Automata Theory, Languages, and Computation），1979
- 1980年《数理逻辑初步》，上海人民出版社，2074·366
- 1980年《逻辑代数初步》，江苏人民出版社，13100·048（1983年江苏人民出版社所出版之《逻辑代数和电子计算机简介》系此书的增订版（添一章），增订章节名为「电子计算机简介」）
- 1980年《数理逻辑漫谈》，山东科学技术出版社，13195·35
- 1982年《算法论》，科学出版社，15031·447
- 1982年《数理逻辑教程》，华中工学院出版社，13255·003
- 1984、1985年《元数学导论》，科学出版社（上下两册分别出版），13031·2717（上）13031·2971（下）；译自斯蒂芬·科尔·克莱尼所著之Introduction to Metamathematics，1952
- 1987年《可计算性理论》，科学出版社，13031·888，978-7-03-000061-3；系与王元合著
- 1987年《递归论》，科学出版社，13031·3947，978-7-03-000050-7
- 1989年《数理逻辑概貌》，科学技术文献出版社，978-7-5023-0661-8

## 家庭
- 儿子莫宅愉，武汉华中理工大学数学系研究生，后分配在南京航空学院工作，1988年考取加拿大卡勒噶里大学，1994年获博士学位。妻子陶进，和儿子莫与非均迁居加拿大。
- 长女莫寄怡，南京大学数学科讲师，年芳34早逝。
- 次女莫宴情，1982年毕业于长春地质学院，一年后考入南京大学读研，获硕士学位，分配河海大学，1987年留学美国，获地质学硕士学位。丈夫和儿女均留居美国。
- 孙子莫与非。